# Ігнасіо Ларраурі
Ігнасіо Ларраурі (ісп. Ignacio Larrauri; нар. 18 липня 1919, Гоа, Філіппіни — пом. 20 листопада 2001) — іспанський футболіст філіппінського походження, нападник.

## Життєпис
Народився в філіппінському місті Гоа в родині іспанських басків. Футболом розпочав займатися в Іспанії. Перший клуб — «Атлетік» (Більбао. Дебютував у Прімері 8 березня 1942 року в програному (1:2) виїзному поєдинку проти «Севільї». Ігнасіо вийшов на поле в стартовому складі та відіграв увесь матч. У березні 1942 року зіграв 3 матчі в чемпіонаті Іспанії та 1 поєдинок у півфіналі кубку Генералісімо, проти «Вальядоліда». Потім виступав за «Аренас Клуб Гечо» в Сегунді.
Футбольну кар'єру завершував у складі «Індуачу», який виступав у Терсері. У сезоні 1946/47 років ставав віце-чемпіоном Терсери.